# TV Asahi
Телебачення Асахі (яп. 株式会社テレビ朝日, かぶしきがいしゃてれびあさひ, кабусікі-ґайся теребі асахі; англ. TV Asahi Corporation) — японська компанія комерційного телемовлення.
Заснована 1 листопада 1957 року. Розпочала мовлення 1959 року як канал «Японське освітянське телебачення». Початково працювала в регіоні Канто. З 1977 року працює на загальнонаціональному рівні. Має два канали — кабельний та супутниковий (BS Asahi). Спеціалізується на розважальних програмах.
Головна штаб-квартира компанії розташована в місцевості Роппонґі району Мінато метрополії Токіо. Власниця компанії Всеяпонська мережа новин (All-Nippon News Network, ANN). Має тісні управлінські зв'язки із газетою «Асахі сімбун», кіностудією «Тоей» і видавництвом «Обунся».
Скорочена назва — ТБ Асахі (яп. テレビ朝日, てれびあさひ, теребі асахі; англ. tv asahi).